# Guerra anglo-zulú
La guerra anglo-zulú enfrentó a los británicos y a los zulúes (1879) en los territorios de la actual Sudáfrica. Desencadenada por motivos varios, fue un hito del colonialismo en la región y acabó con la independencia de la nación zulú. La lucha fue encarnizada con duras y sangrientas batallas. Dos batallas famosas de la guerra fueron la victoria zulú en Isandlwana y la defensa británica en Rorke's Drift.
Tras la aprobación de la Ley de la América del Norte Británica de 1867, que creó una federación en Canadá, Lord Carnarvon pensó que un esfuerzo político similar, sumado a campañas militares, podría llevar a una minoría blanca gobernante sobre una mayoría negra en África del sur. Esto generaría una gran reserva de mano de obra barata para las plantaciones y minas de azúcar británicas, y tenía como objetivo atraer a los reinos africanos, las áreas tribales y las repúblicas bóeres a Sudáfrica.
En 1874, Sir Bartle Frere fue enviado a Sudáfrica como Alto Comisionado del Imperio Británico para llevar a cabo dichos planes. Entre los obstáculos se encontraban los estados independientes armados de la República Sudafricana y el Reino zulú.
Frere, por iniciativa propia, envió un ultimátum provocador el 11 de diciembre de 1878 al rey zulú Cetshwayo. Tras su rechazo, ordenó a Frederic Thesiger que invadiera Zululandia. La guerra tuvo varias batallas particularmente sangrientas, incluida una victoria inicial de los zulúes en la batalla de Isandlwana, seguida de la defensa de Rorke's Drift por una pequeña guarnición británica de un ataque de una gran fuerza zulú. Sin embargo, los británicos finalmente obtuvieron la victoria en Kambula, antes de tomar la capital zulú de Ulundi. Los británicos finalmente ganaron la guerra, poniendo fin al dominio zulú de la región. Los británicos convirtieron el Reino Zulú en un protectorado y más tarde lo anexaron al Imperio Británico en 1887.
Pero la guerra hizo añicos las nociones coloniales previas de invencibilidad británica, debido a sus masivas derrotas iniciales. Junto con las hambrunas, las desventuras diplomáticas y otras guerras impopulares en el extranjero, puede haber contribuido a la expulsión del gobierno de Benjamin Disraeli del poder en 1880, después de sólo un mandato.

## Antecedentes

### El Imperio Británico
En la década de 1850, el Imperio británico tenía colonias en África meridional lindando con varios asentamientos bóer, reinos nativos africanos como los zulúes y los basutos y numerosas zonas y estados tribales indígenas. Las diversas interacciones con esos grupos siguieron una política expansionista. La Colonia del Cabo se formó después de que el Tratado anglo-neerlandés de 1814 cediera definitivamente la colonia neerlandesa de Ciudad del Cabo a Gran Bretaña, y su territorio se expandió de forma muy sustancial en el siglo XIX. La Natal, en el sureste de África, fue reclamada por los británicos como colonia el 4 de mayo de 1843, después de que el gobierno británico se hubiera anexionado la República Bóer República de Natal. La situación llegó a un punto crítico cuando tres hijos (liderados por Mehlokazulu kaSihayo) y un hermano del inkosi zulú Sihayo organizaron una incursión en Natal y se llevaron a dos mujeres que estaban bajo protección británica.
El descubrimiento de diamantes en 1867 cerca del río Vaal, a unos 550 millas (885,1 km) al noreste de Ciudad del Cabo, puso fin al aislamiento de los bóeres en el interior y tuvo un importante efecto en los acontecimientos. El descubrimiento desencadenó una fiebre del diamante que atrajo a gentes de todo el mundo, lo que convirtió a Kimberley en una ciudad de 50 000 habitantes en cinco años y atrajo la atención de los intereses imperiales británicos. En la década de 1870, los británicos se anexionaron Griqualand Occidental, lugar de los descubrimientos de diamantes de Kimberley.
En 1874, Lord Carnarvon, Secretario de Estado para las Colonias, que había logrado la federación de Canadá en 1867, pensó que un plan similar podría funcionar en Sudáfrica. El plan sudafricano preveía una minoría blanca gobernante sobre una mayoría negra, que proporcionaría una gran reserva de mano de obra barata para las plantaciones de azúcar y las minas británicas. Carnarvon, en un intento de extender la influencia británica en 1875, se acercó a los estados bóer del Estado Libre de Orange y la República de Transvaal e intentó organizar una federación de los territorios británico y bóer, pero los líderes bóer lo rechazaron.
En 1877, sir Bartle Frere fue nombrado Alto Comisionado para África Austral por lord Carnarvon. Carnarvon nombró a Frere para el cargo en el entendimiento de que trabajaría para hacer cumplir el plan de confederación de Carnarvon y Frere podría entonces convertirse en el primer gobernador británico de un dominio federado del sur de África. Frere fue enviado a Sudáfrica como Alto Comisario para llevar a cabo este plan. Uno de los obstáculos a este plan era la presencia de los estados independientes bóer de la República Sudafricana, conocidos informalmente como la República del Transvaal y el Estado Libre de Orange, y el Reino de Zululandia. Bartle Frere no perdió tiempo en presentar el plan y fabricar un casus belli contra los zulúes exagerando la importancia de una serie de incidentes recientes.

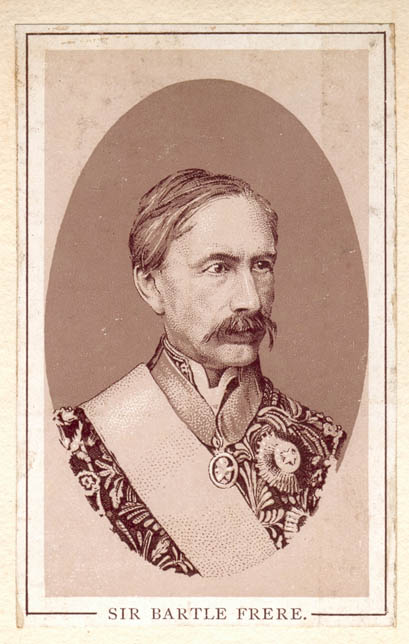
Bartle Frere

En 1877, Sir Theophilus Shepstone, secretario británico de Asuntos Nativos en Natal, anexionó la República de Transvaal para Gran Bretaña mediante una orden especial. Los bóeres del Transvaal se opusieron, pero mientras la amenaza zulú permaneció, se encontraron entre dos amenazas; temían que si tomaban las armas para resistirse a la anexión británica, el rey Cetshwayo y los zulúes aprovecharían la oportunidad para atacar. Las sucesivas anexiones británicas y, en particular, la anexión de Griqualand Occidental provocaron un clima de malestar latente en las repúblicas bóer.
Shepstone arremetió contra el efecto perturbador de permitir la permanencia del régimen de Cetshwayo. "El poder zulú", decía, "es la raíz y la fuerza real de todas las dificultades de los nativos en Sudáfrica". En diciembre de 1877, escribió a Carnarvon: "Cetshwayo es la esperanza secreta de cada pequeño jefe independiente a cientos de millas de él que siente el deseo de que su color prevalezca, y no será hasta que esta esperanza sea destruida cuando se decidan a someterse al gobierno de la civilización". Anteriormente, en octubre de 1877, Shepstone había asistido a una reunión con líderes zulúes cerca del río Blood para resolver la disputa de tierras entre los zulúes y los bóeres. Shepstone propuso un compromiso con los bóeres y la reunión se disolvió sin una resolución clara. Se volvió contra los zulúes con venganza, diciendo que habían llegado a sus manos "las pruebas más incontrovertibles, abrumadoras y claras", nunca antes reveladas, para apoyar las reclamaciones de los bóeres. Rechazó las reclamaciones de los zulúes por estar "caracterizadas por la mentira y la traición hasta un punto del que no podría haber creído que fueran capaces ni siquiera los salvajes".
Shepstone, en su calidad de gobernador británico de Natal, había expresado su preocupación por el ejército zulú al mando del rey Cetshwayo y la amenaza potencial que suponía para Natal, sobre todo teniendo en cuenta la adopción por parte de algunos zulúes de viejos mosquetes y otras armas de fuego obsoletas. En su nuevo cargo de Administrador del Transvaal, ahora era responsable de proteger el Transvaal y tenía una implicación directa en la disputa fronteriza zulú desde el lado del Transvaal. Las persistentes protestas bóer y las maniobras diplomáticas de Paul Kruger aumentaron la presión. Se produjeron incidentes con acciones paramilitares zulúes a ambos lados de la frontera entre Transvaal y Natal, y Shepstone empezó a considerar cada vez más que el rey Cetshwayo había permitido tales "atropellos" y que se encontraba en un "estado de ánimo desafiante". El rey Cetshwayo no encontró más defensor en Natal que el obispo de Natal, John Colenso.
Colenso defendió a los nativos africanos de Natal y Zululandia que habían sido injustamente tratados por el régimen colonial de Natal. En 1874 defendió la causa de Langalibalele y de las tribus Hlubi y Ngwe ante el Secretario Colonial, Lord Carnarvon. Langalibalele había sido acusado falsamente de rebelión en 1873 y, tras una farsa de juicio, fue declarado culpable y encarcelado en Robben Island. Al ponerse del lado de Langalibalele contra el régimen colonial de Natal y Theophilus Shepstone, el Secretario de Asuntos Nativos, Colenso se encontró aún más alejado de la sociedad colonial de Natal.
La preocupación del obispo Colenso por la información engañosa que Shepstone y el gobernador de Natal proporcionaban al Secretario Colonial en Londres le llevó a defender la causa de los zulúes contra la opresión bóer y las invasiones oficiales. Fue un destacado crítico de los esfuerzos de Frere por presentar el reino zulú como una amenaza para Natal. Las campañas de Colenso revelaron la base racialista que sustentaba el régimen colonial de Natal y le granjearon enemigos entre los colonos.
El primer ministro británico de la administración tory de Benjamin Disraeli en Londres no quería una guerra con los zulúes. "El hecho es", escribió Sir Michael Hicks Beach, que iba a sustituir a Carnarvon como secretario de Estado para las Colonias, en noviembre de 1878, "que los asuntos en Europa del Este y la India ... presentaban un aspecto tan serio que no podemos tener una guerra zulú además de otros problemas mayores y demasiado posibles." Sin embargo, Sir Bartle Frere ya había estado en la Colonia del Cabo como gobernador y Alto Comisionado desde 1877 con el encargo de crear una Confederación de Sudáfrica a partir de las diversas colonias británicas, repúblicas bóer y estados nativos, y sus planes estaban muy avanzados. Había llegado a la conclusión de que el poderoso reino zulú se interponía en su camino, por lo que se mostró receptivo a los argumentos de Shepstone de que el rey Cetshwayo y su ejército zulú suponían una amenaza para la paz de la región. Los preparativos para una invasión británica del reino zulú llevaban meses en marcha. En diciembre de 1878, a pesar de la reticencia del gobierno británico a iniciar otra guerra colonial, Frere presentó a Cetshwayo un ultimátum para que se disolviera el ejército zulú y los zulúes aceptaran un residente británico. Esto era inaceptable para los zulúes, ya que significaba que Cetshwayo, de haber aceptado, habría perdido su trono.

### Reino Zulú

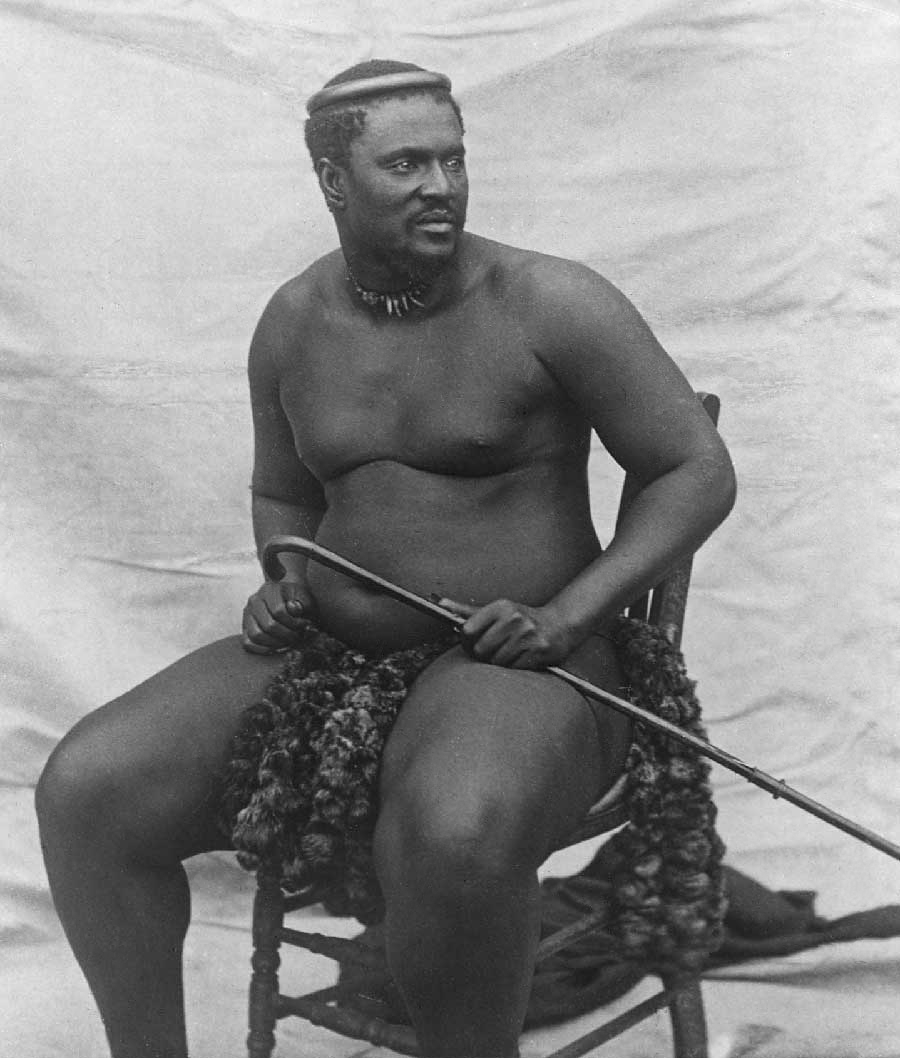
Fotografía de Cetshwayo kaMpande, c. 1875

Shaka Zulú, el primer rey zulú, a través de la guerra y la conquista había convertido a la pequeña tribu zulú en el Reino Zulú, que en 1825 abarcaba un área de alrededor de 11 500 millas cuadradas (29 785 km²). En 1828 fue asesinado en Dukuza por uno de sus inDunas y dos de sus hermanastros, uno de los cuales, Dinggh kaSenzangakhona, le sucedió como rey. En la década de 1830, los bóeres entraron en conflicto con el reino zulú, gobernado entonces por Dingane. Dingane sufrió una aplastante derrota el 16 de diciembre de 1838, cuando atacó a un grupo de 470 colonos voortrekker liderados por Pretorius en la Batalla de Blood River. El hermanastro de Dingane, Mpande kaSenzangakhona, desertó entonces con unos 17.000 seguidores y se alió con los bóeres contra Dingane. Dingane fue asesinado y Mpande se convirtió en rey del imperio zulú.
En 1839, los Voortrekkers bóer, al mando de Pretorius, formaron la República de Natalia bóer, al sur del Tugela y al oeste del asentamiento británico de Port Natal (actual Durban). Mpande y Pretorius mantuvieron relaciones pacíficas. Sin embargo, en 1842 estalló la guerra entre británicos y bóeres, que dio lugar a la anexión británica de Natalia. Mpande cambió su lealtad a los británicos y mantuvo buenas relaciones con ellos.

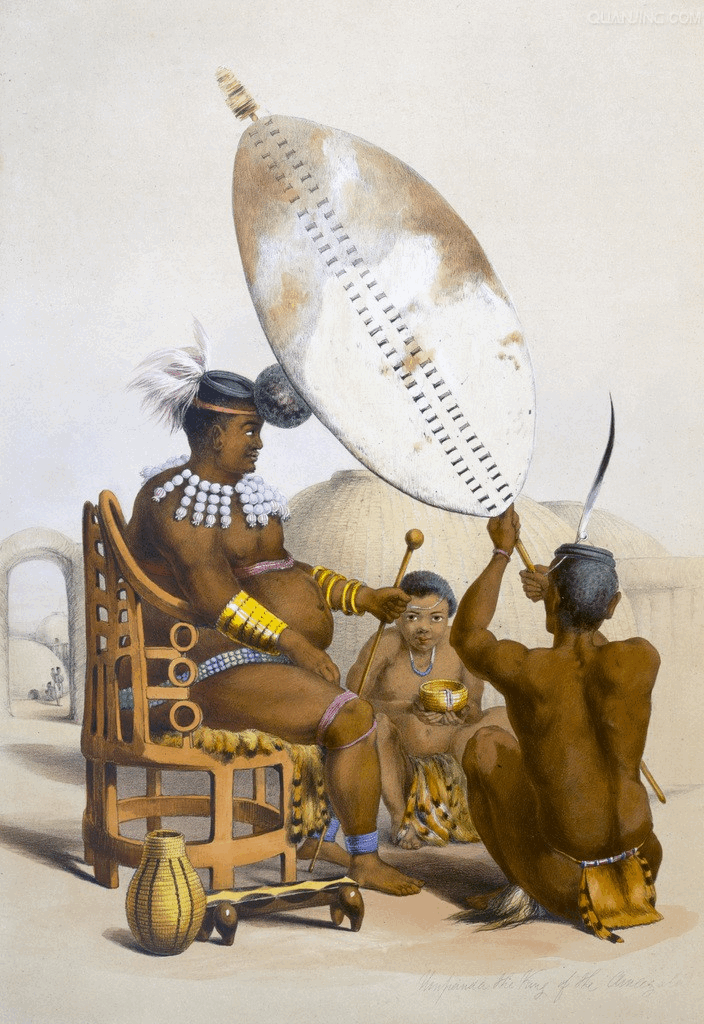
Rey Mpande.

En 1843, Mpande ordenó una purga de los disidentes de su reino. El resultado fueron numerosas muertes y la huida de miles de refugiados a las zonas vecinas, incluida Natal, controlada por los británicos. Muchos de estos refugiados huían con ganado, la principal medida de la riqueza zulú. Mpande comenzó a realizar incursiones en las zonas circundantes, que culminaron con la invasión de Suazilandia en 1852. Sin embargo, los británicos le presionaron para que se retirara, lo que hizo poco después. En esa época estalló una batalla por la sucesión entre dos hijos de Mpande, Cetshwayo y Mbuyazi. Esta batalla culminó en 1856 con la Batalla de Ndondakusuka, en la que murió Mbuyazi. Cetshwayo se dedicó entonces a usurpar la autoridad de su padre. Cuando Mpande murió de viejo en 1872, Cetshwayo asumió el poder.
En 1861, Umtonga, otro hijo de Mpande, huyó al distrito de Utrecht, lo que llevó a Cetshwayo a reunir un ejército en la frontera cercana. Según afirmaciones posteriores de los bóeres, Cetshwayo ofreció a los granjeros una franja de tierra a lo largo de la frontera si entregaban a su hermano. Los bóeres accedieron con la condición de que se perdonara la vida a Umtonga, y en 1861 Mpande firmó una escritura por la que transfería estas tierras a los bóeres. El límite sur de las tierras añadidas a Utrecht iba desde Rorke's Drift en el Buffalo hasta un punto en el río Pongola.

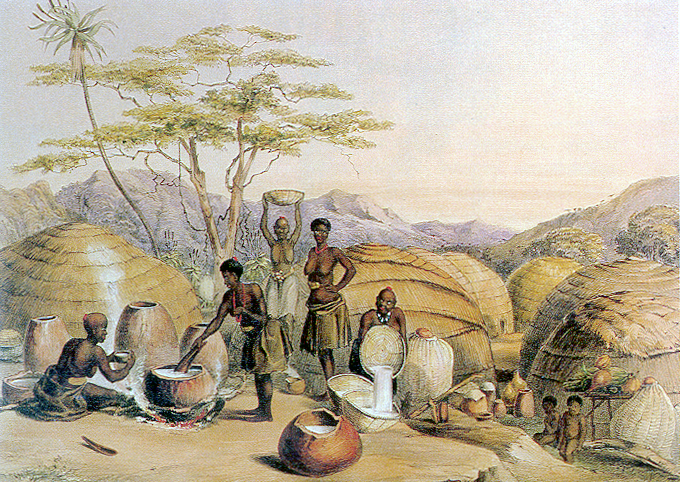
Aldea zulú, c. 1849

La frontera fue balizada en 1864, pero cuando en 1865 Umtonga huyó de nuevo del Zululandia a la Natal, Cetshwayo, viendo que había perdido su parte del trato (pues temía que el Umtonga aún vivo pudiera ser utilizado para suplantarle, como Mpande había sido utilizado para suplantar a Dingane), retiró el faro y reclamó la tierra cedida por el swazis a Lydenburg. Los zulúes afirmaron que los suazis eran sus vasallos y, por tanto, no tenían derecho a desprenderse de ese territorio. Durante un año, un comando bóer, al mando de Paul Kruger y un ejército al mando de Cetshwayo fueron destinados a defender la recién adquirida frontera de Utrecht. Las fuerzas zulúes recuperaron sus tierras al norte del Pongola. También se plantearon cuestiones sobre la validez de los documentos firmados por los zulúes en relación con la franja de Utrecht; en 1869, ambas partes aceptaron los servicios del teniente gobernador de Natal, entonces Robert William Keate, como árbitro, pero el intento que se hizo entonces de resolver los desacuerdos resultó infructuoso.
A pesar de su aversión por sus actividades, Cetshwayo permitió la presencia de misioneros europeos en Zululandia. Aunque no perjudicó ni persiguió a los propios misioneros, varios conversos fueron asesinados. Los misioneros, por su parte, fueron fuente de informes hostiles. Mientras numerosos zulúes de facciones rivales huían hacia Natal y algunas de las zonas circundantes, Cetshwayo continuó y mantuvo las relaciones pacíficas con los colonos de Natal que habían prevalecido durante décadas. Tal era el panorama político cuando Cetshwayo se convirtió en gobernante absoluto de los zulúes a la muerte de su padre en 1873.
Como gobernante, Cetshwayo se propuso recuperar en la medida de lo posible los métodos militares de su tío Shaka. Formó nuevos regimientos age-set e incluso consiguió equipar a sus regimientos con algunos mosquetes anticuados y otras armas de fuego pasadas de moda. La mayoría de los guerreros zulúes iban armados con una iklwa' (el refinamiento zulú de la assegai lanza arrojadiza) y un escudo hecho de piel de vaca. cita a John Shepstone, Secretario en funciones de Asuntos Nativos de la época sobre el ejército zulú: "Equipo: Cada hombre lleva su escudo y assegais, y un kaross o manta si posee uno, también puede tener un vestido de guerra de pieles de mono o colas de buey, esto es todo."}} El ejército zulú se entrenaba en el uso personal y táctico y en la coordinación de este sistema de armas. Aunque algunos zulúes también tenían armas de fuego, su entrenamiento de puntería era deficiente y la calidad y el suministro de su pólvora y perdigones eran pésimos. La actitud de los zulúes hacia las armas de fuego se resumía así: "La mayoría de los guerreros zulúes, sin embargo, no querían armas de fuego, las armas de un cobarde, como decían, ya que permiten a los poltroon matar a los valientes sin esperar su ataque."

## Origen y desarrollo
Durante la primera mitad del siglo XIX, los zulúes dominaban buena parte del sur de África. En 1854, los bóeres instalados en la región KwaZulu-Natal obtuvieron del rey zulú Mpande la propiedad de la zona, y crearon la República de Natal.
En 1856, Cetshwayo (hijo de Mpande) decidió eliminar a sus hermanos para asegurar su ascenso al trono. Uno de ellos, Umtonga, buscó refugió con los bóeres de Utrecht. Tras varias negociaciones, Umtonga fue entregado a cambio de que se respetase su vida y de ceder a los bóeres las tierras comprendidas entre Rorke's Drift y Pongola. Poco después se unieron con los trekboers en el Transvaal.
En 1865 Umtonga huyó de nuevo por lo que Cetshwayo denunció el acuerdo y exigió la devolución de las tierras anteriormente cedidas. La tensión creció, y los bóeres se armaron. Cuando en 1873 murió Mpande, Cetshwayo equipó a su ejército con armas de fuego.
En 1874 sir Bartle Frere fue enviado a Sudáfrica como alto comisionado, con la misión de organizar una federación de estados. Para ello había que salvar el obstáculo que representaban tanto la República del Natal como el reino zulú. En 1877 Theophilus Shepstone sugirió a los bóeres de Natal que renunciaran a la independencia y fueran administrados por la Corona británica. Sin embargo, la mayoría de ellos decidió emigrar hacia el norte, a los territorios de los futuros Estado Libre de Orange y República del Transvaal. La nueva colonia británica de Natal empezó a recibir a muchos colonos procedentes del Reino Unido y de la India Británica.
En 1878 una comisión intentó negociar las fronteras, exigiendo a los zulúes que protegiesen a los colonos o los indemnizasen si se iban, a lo que Cetshwayo se negó. Sin conocimiento del gobierno británico, el alto comisionado Frere comenzó una serie de acciones destinadas a alimentar la tensión en la frontera, y terminó enviando un ultimátum el 11 de diciembre de 1878, que provocó la declaración de guerra el 11 de enero de 1879.

## Sucesiones

### Primera invasión

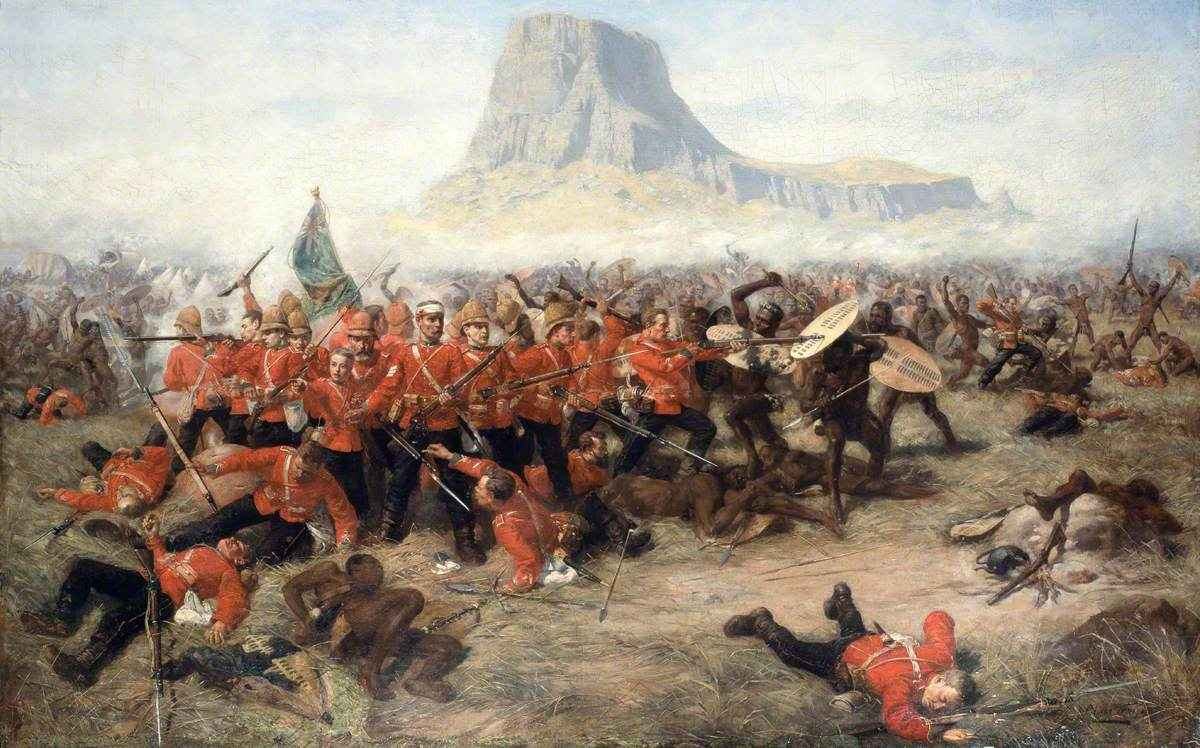
Batalla de Isandhlwana, óleo de Charles Edwin Fripp.

En 1879 el general Frederick Augustus Thesiger invadió desde tres puntos el reino zulú, sin autorización del gobierno británico, dirigiéndose a Ulundi la capital. El primer encuentro entre los dos ejércitos fue la batalla de Isandhlwana, en la que la retaguardia británica fue derrotada, suponiendo la primera derrota de los británicos en África.
El ejército británico, bajo el mando de Pearson, se atrincheró en Eshowe, donde sufrió un largo asedio hasta ser salvado por Lord Chelmsford después de la batalla de Gingindlovu. La segunda columna inglesa debía ocupar el noroeste de Zululandia, acampando en Tinta's Kraal, pero las noticias del desastre de Isandhlwana llevaron a su comandante a retirarse.

### Segunda invasión y derrota de los zulúes
Cetshwayo no cruzó la frontera, limitándose a una guerra defensiva. Chelmsford reagrupó fuerzas con la intención inicial de relevar a Pearson en Eshowe, para lo que el gobierno británico envió siete regimientos junto con dos baterías de artillería. Una columna con 5700 hombres, bajo el mando de Chelmsford, marchó a Eshowe, atrincherándose cada noche. El 2 de abril fue atacada en el camino de Gingingdlovu repeliendo la agresión, y liberaron el día siguiente a los hombres de Pearson. Evacuaron Eshowe el 5 de abril.
Tropas al mando de sir Evelyn Wood atacaron Hlobane, pero el ejército zulú las dispersó. Además de la pérdida del contingente africano (que desertó) hubo 100 muertos entre los 400 europeos contratados. Al día siguiente, 25 000 guerreros zulúes atacaron un campamento con 2068 hombres en Kambula, que resistió cinco horas hasta que los zulúes se retiraron. Resultó ser una batalla decisiva.

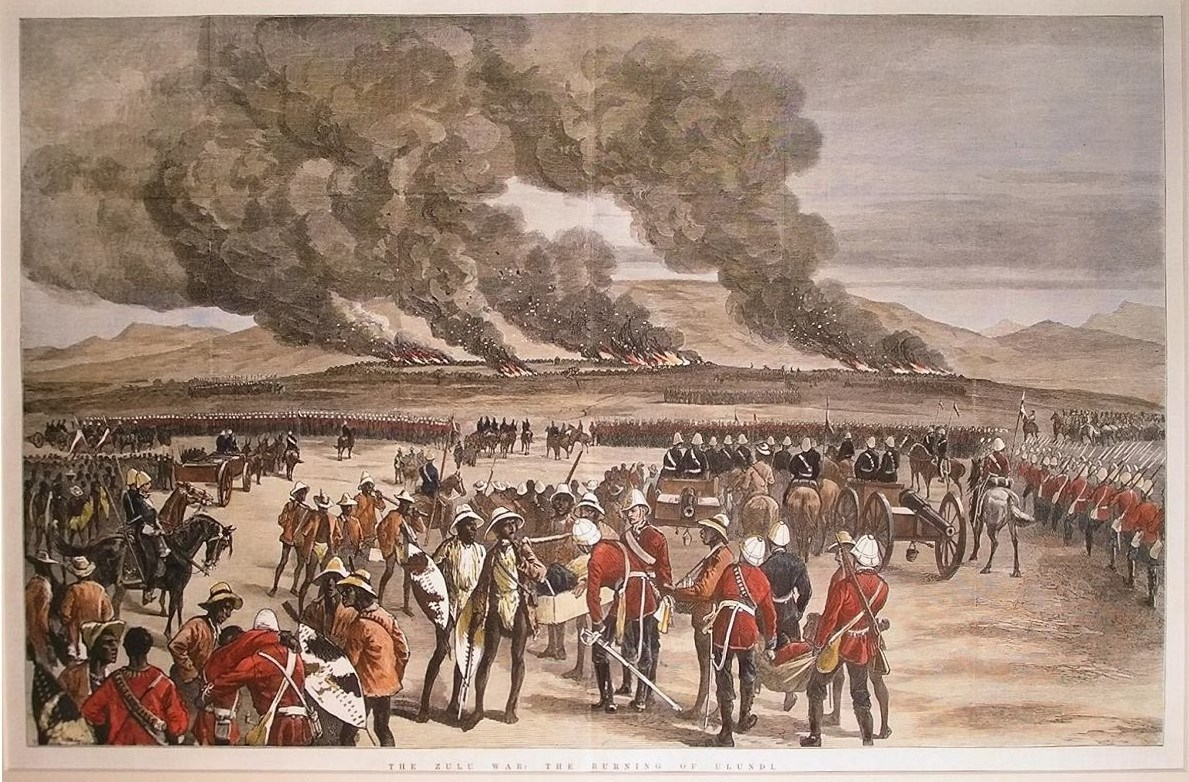
La quema de Ulundi.

A pesar de sus éxitos en Kambula, Gingindlovu y Eshowe, los británicos no habían avanzado. Chelmsford deseaba infligir una derrota total a las fuerzas de Cetshwayo antes de ser relevado del mando, por lo que relanzó la invasión en junio con nuevas fuerzas. Cetshwayo, sabiendo que el ejército británico ahora reforzado sería un opositor formidable, procuró negociar un tratado de paz. Chelmsford no quería negociaciones y avanzó tan rápidamente como podía hacia el kraal real de Ulundi, proponiéndose destruir el ejército principal zulú. El 4 de julio los ejércitos se encontraron en la batalla de Ulundi, y las fuerzas de Cetshwayo fueron derrotadas.

## Consecuencias
Después de esa batalla y con el ejército dispersado, la mayoría de los jefes zulúes se rindieron, mientras Cetshwayo huía. El 28 de agosto lo capturaron y fue enviado a Ciudad del Cabo. Fue depuesto formalmente y el país zulú se repartió entre once jefes, incluyendo a Cetshwayo y a uno de sus hijos (Usibepu), a John Dunn (un aventurero blanco) y a Hlubi, un jefe basuto que había servido a los británicos.
Sir Garnet Wolseley, el sustituto de Lord Chelmsford, nombró a un residente que debía ser el canal de comunicación entre los jefes y el gobierno británico. Este arreglo trajo disturbios, y en 1882 el gobierno británico decidió reponer a Cetshwayo en el poder. Usibepu se sublevó, y el 22 de julio de 1883 atacó Ulundi. El rey escapó herido y se trasladó a Eshowe, donde murió poco después, el 8 de febrero de 1884.